# Pärnuvägen
Pärnuvägen (estniska: Pärnu maantee) är en utfartsgata mot Pärnu i Tallinn i Estland.  Pärnuvägen går mellan Virutorget i det centrala distriktet Kesklinn och stadsdelen Laagri i södra Tallinn.
Spårvagnslinjerna 2 och 4 går på Pärnuvägen mellan Virutorget och järnvägsstationen Tondi.

## Historik
Vägen från Gamla staden i Tallinn till Pärnu är en av de äldsta i Tallinn. Under slutet av 1600-talet låg stadens utfart till Pärnu ungefär som dagens Pärnuvägen. Under andra hälften reglerades höjden på hus utefter Tallinns huvudgator hårdare. Runt Frihetstorget och Ryska marknaden skulle byggas hus på sex–sju våningar och fyra–fem våningars hus söder om. 

## Byggnader och anläggningar vid Pärnuvägen
- Tallinns frivilliga brandkårs stationshus
- Tammsaareparken
- Virumägi
- Estlands nationalopera
- Estlands dramatiska teater
- Saarinenhuset
- Sankt Johannes kyrka
- Frihetstorget
- Ginkgoträdet vid Südagatan
- Tallinns Engelska College
- Tallinns polytekniska skola
- Tallinns tekniska universitet
- Villa Luther
- Spårvägsdepån vid Pärnuvägen

## Bildgalleri

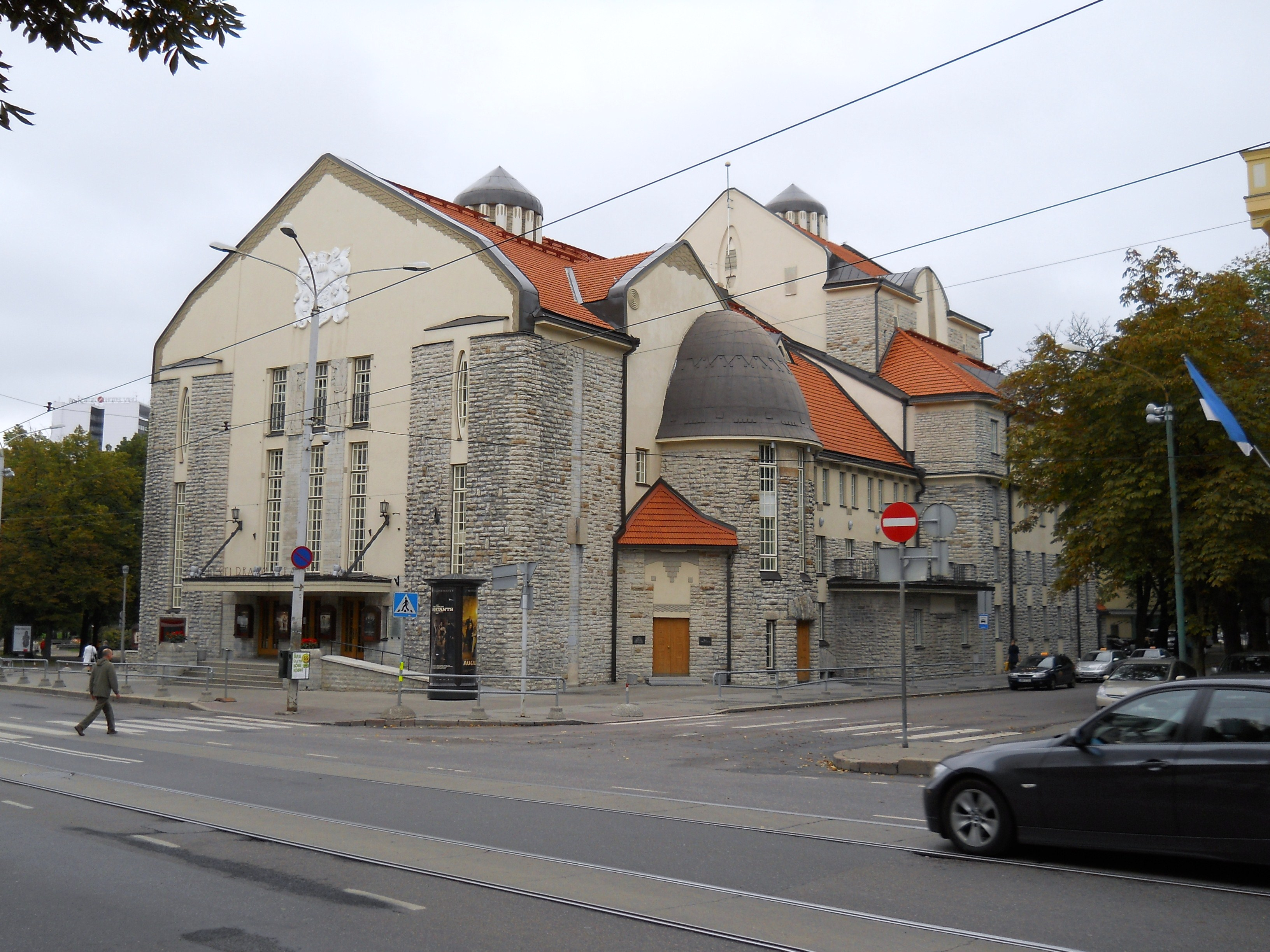
Estlands dramatiska teater
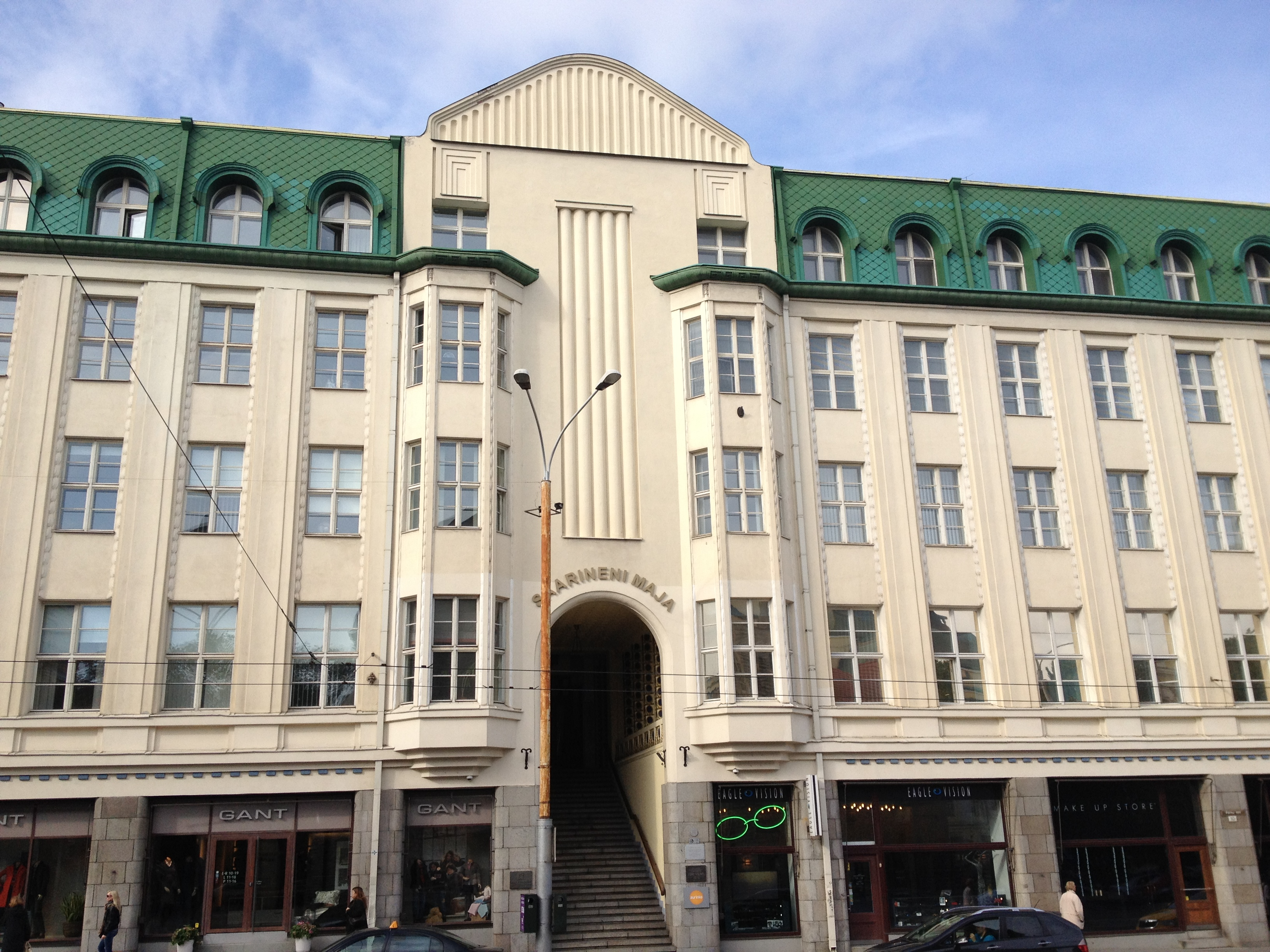
Saarinenhuset
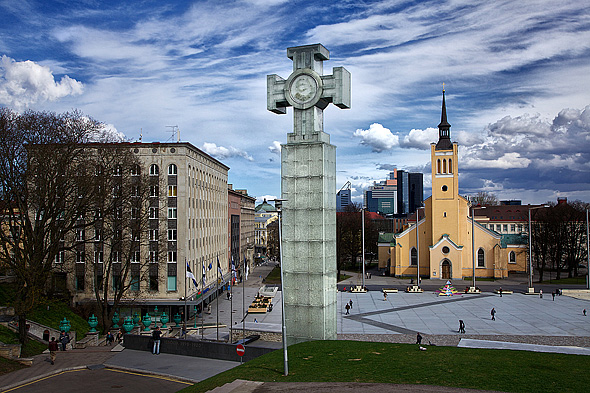
Frihetstorget med Frihetsmonumentet
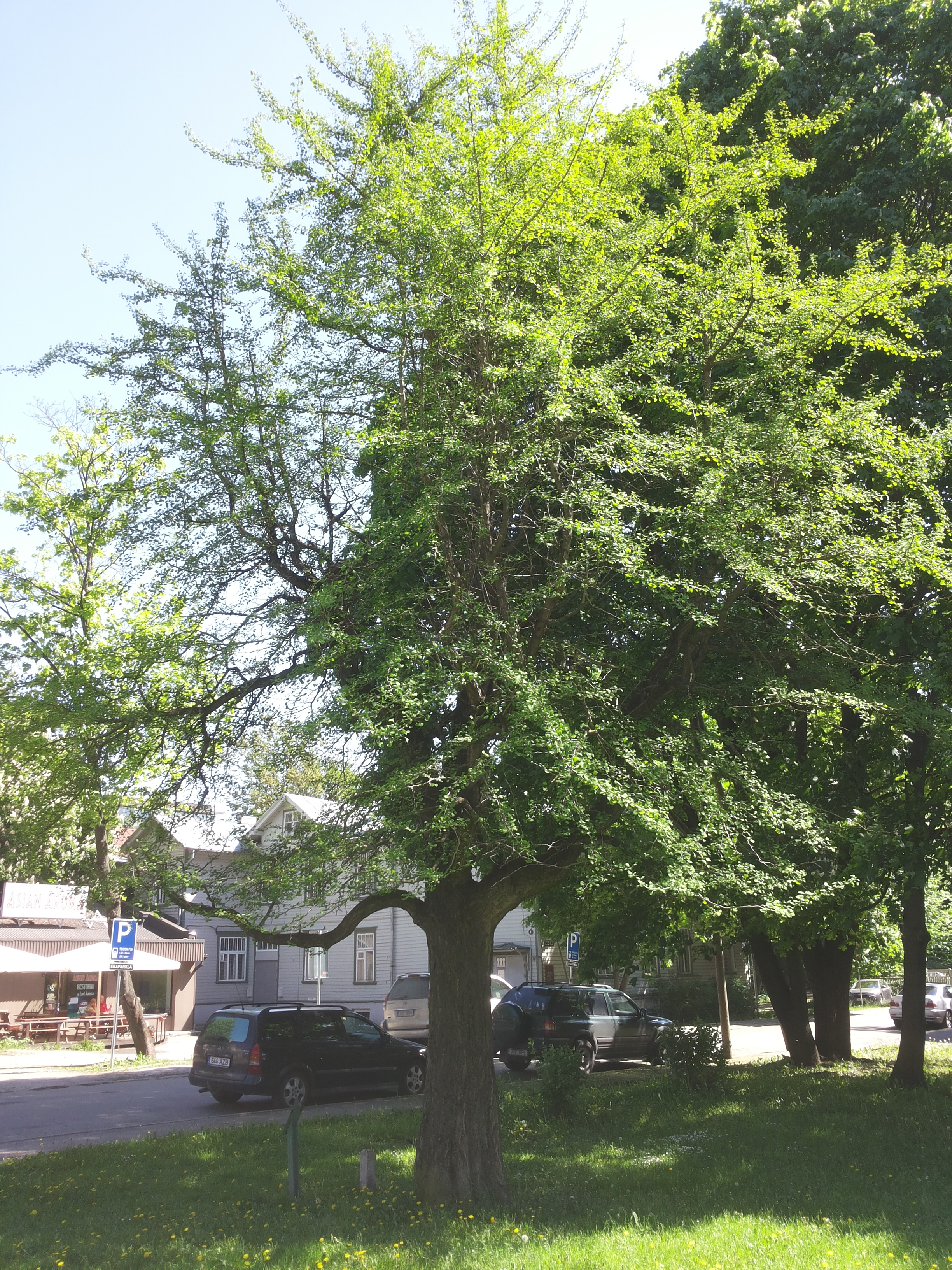
Gingkoträdet vid Südagatan
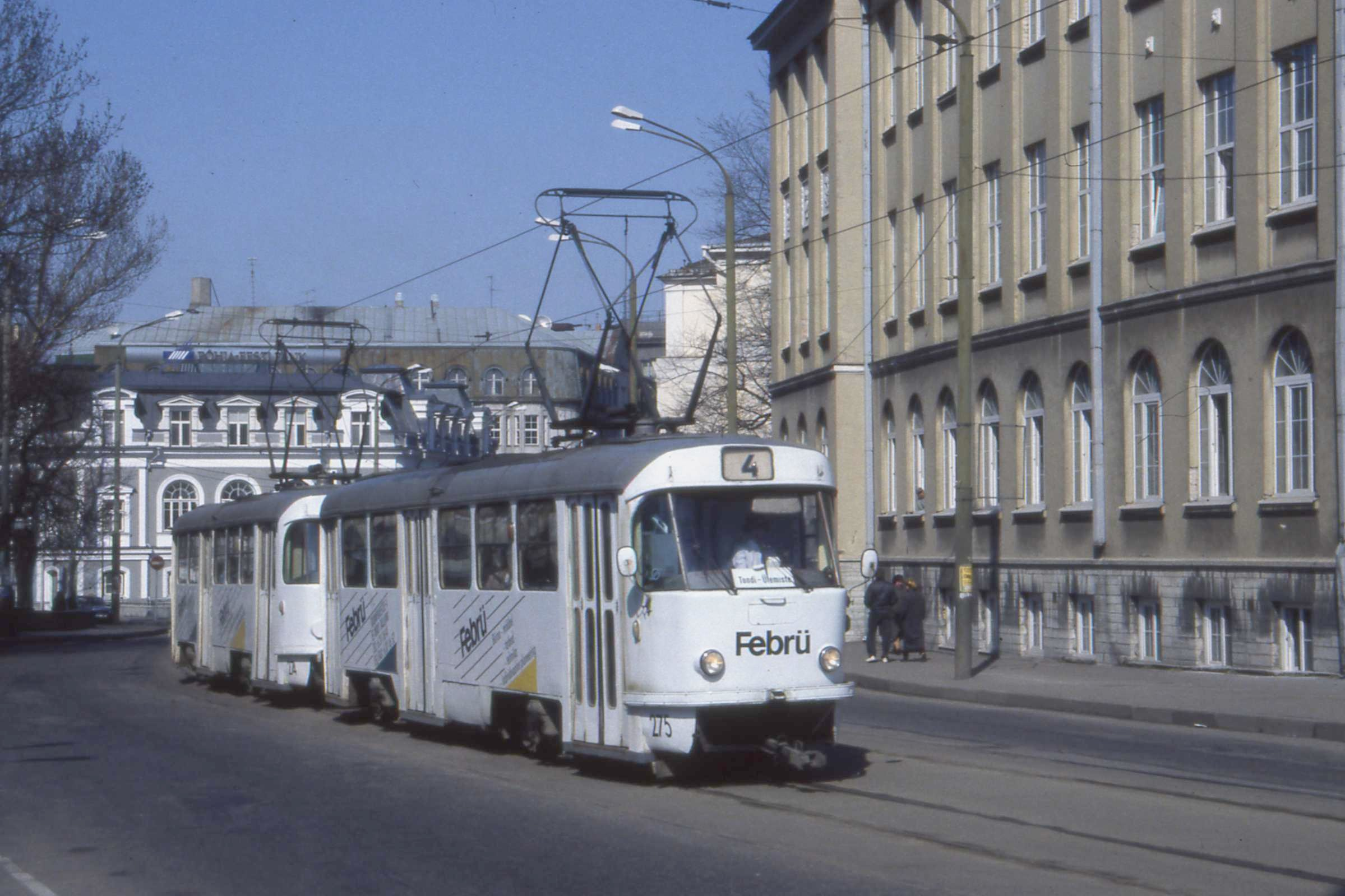
Spårvagn utanför Tallinns Engelska College
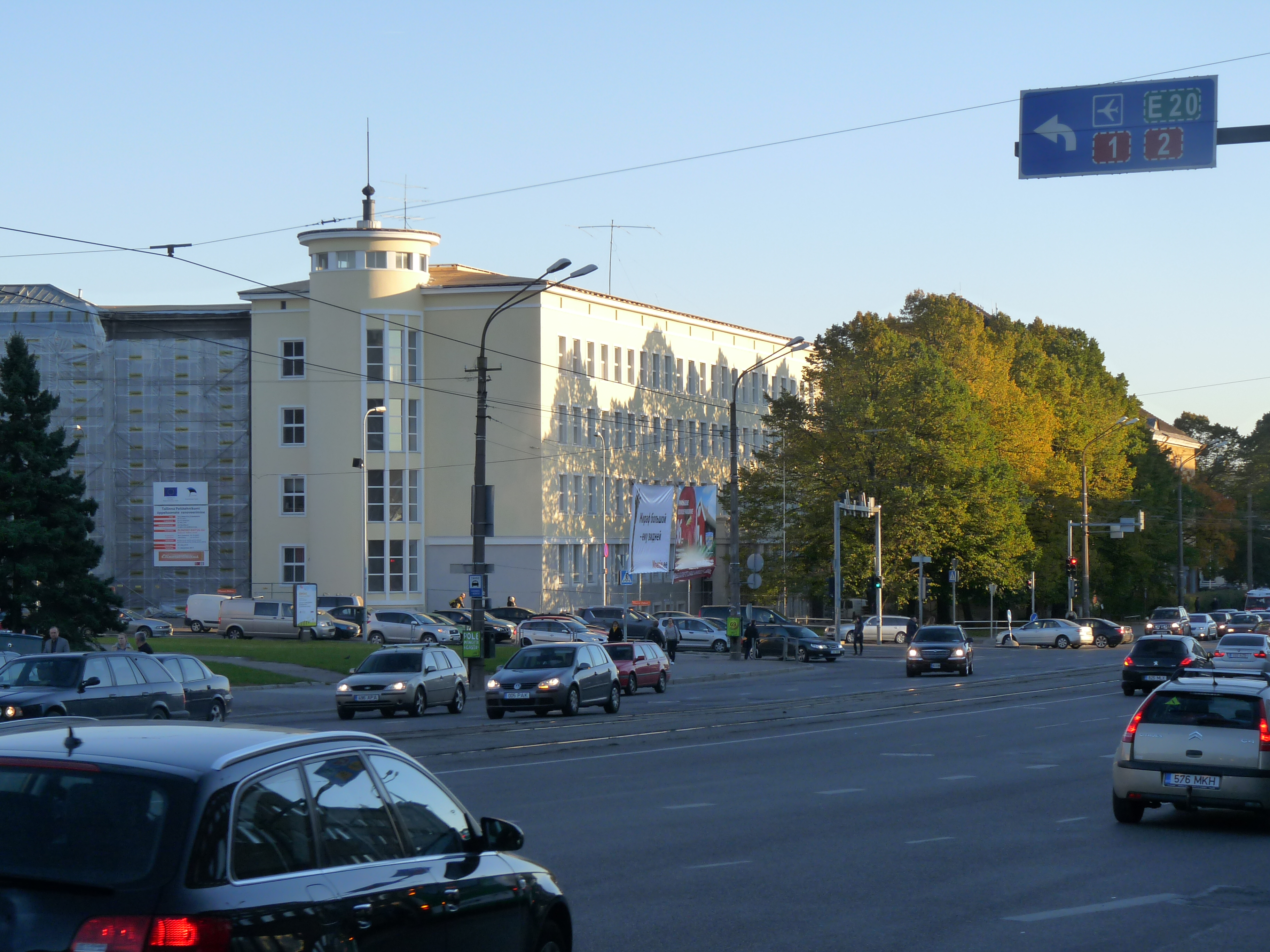
Tallinns polytekniska skola
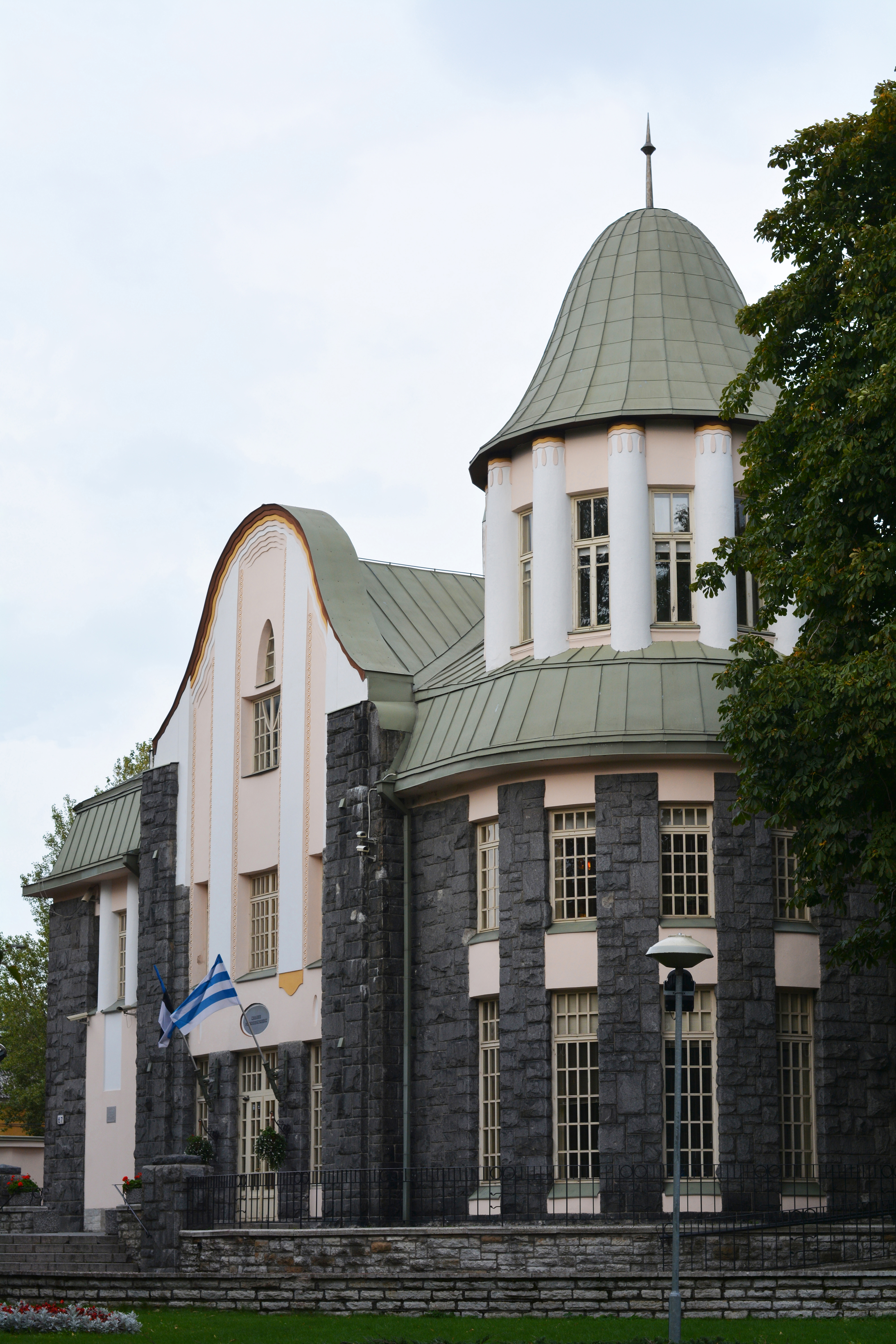
Villa Luther
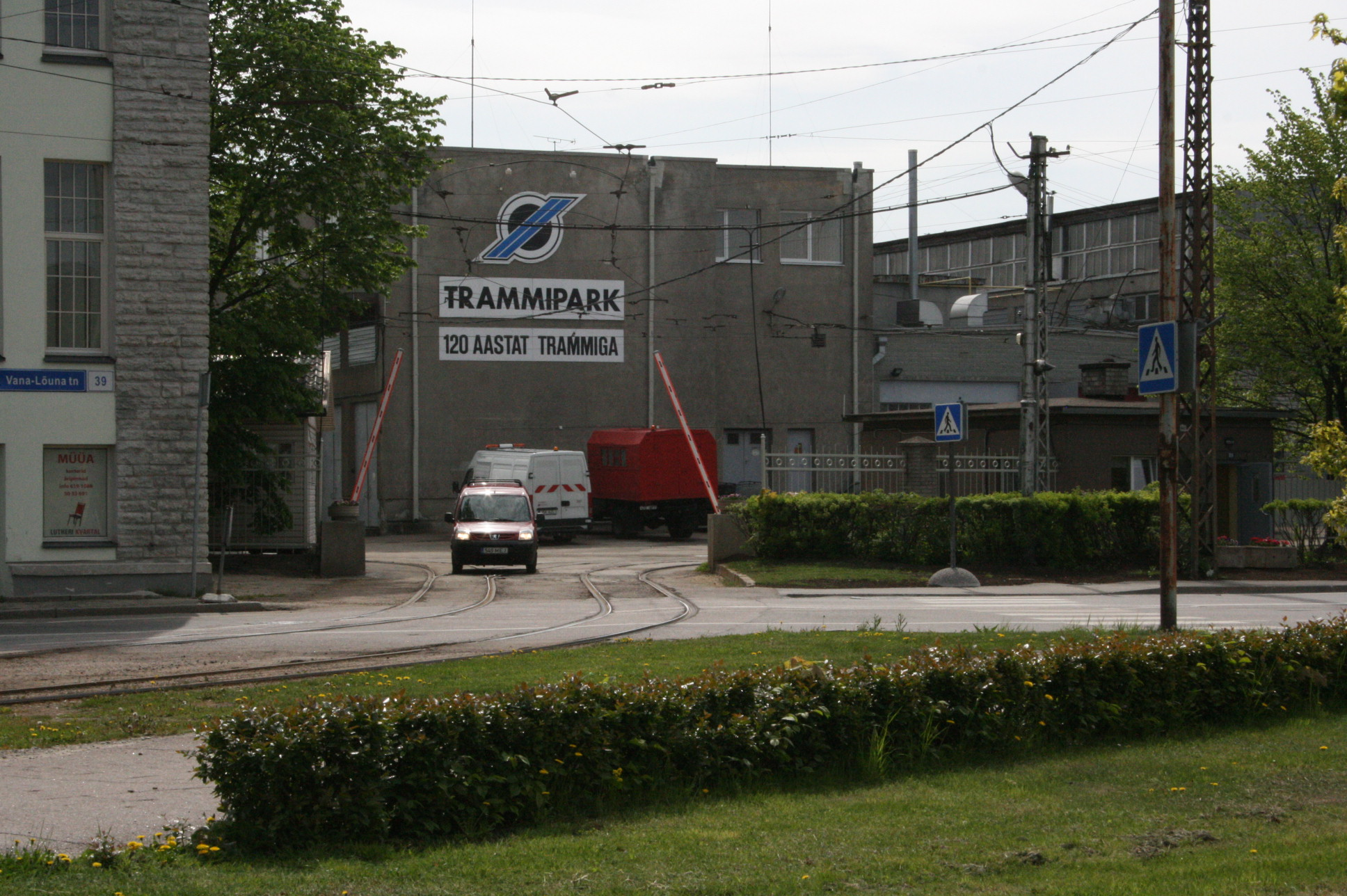
Pärnuvägens spårvagnsdepå